# رایمون فان در بیزن
رایمون فان در بیزن (هلندی: Raymon van der Biezen؛ زادهٔ ۱۴ ژانویهٔ ۱۹۸۷) دوچرخه‌سوار اهل هلند است.